# Albany River Rats
Gli Albany River Rats sono stati una squadra di hockey su ghiaccio dell'American Hockey League con sede nella città di Albany, nello stato di New York. Nati nel 1993 nel corso degli anni sono stati affiliati alle franchigie NHL dei New Jersey Devils e dei Carolina Hurricanes.

## Storia
La squadra fu creata nel 1990 con il nome di Capital District Islanders, e disputava i propri incontri presso la Houston Field House nel campus della RPI nella città di Troy, lungo le sponde del fiume Hudson. Tre anni più tardi cambiò il proprio nome in seguito all'acquisizione da parte dei New Jersey Devils, fino ad allora affiliati in AHL con gli Utica Devils.
A metà degli anni 1990 i River Rats raggiunsero i massimi risultati sportivi, conquistando sette partecipazioni consecutive ai playoff, due titoli divisionali e la vittoria della Calder Cup nel 1995. Nello stesso anno invece i New Jersey Devils nella NHL furono in grado di conquistare la Stanley Cup.
Tuttavia dopo la stagione 1997-98 la squadra di Albany non fu più in grado di passare il primo turno dei playoff, terminando all'ultimo posto nella propria divisione fra il 2000-01 ed il 2005-06. La squadra tornò ai playoff dopo che nel 2006 fu sottoscritto un accordo di collaborazione con i Carolina Hurricanes.
Il 22 marzo 2006 i Devils annunciarono l'interruzione del rapporto con i River Rats al termine della stagione 2005–06, insieme alla notizia dell'acquisizione dei Lowell Lock Monsters, in passato affiliati proprio agli Hurricanes. Nel mese successivo i Carolina Hurricanes firmarono con i River Rats un accordo annuale, con possibilità di due ulteriori stagioni, per essere la loro nuova affiliata in NHL. Per la stagione 2006-2007 anche i Colorado Avalanche si accordarono con i River Rats per svolgere il ruolo di farm team.
Il 22 gennaio 2010 fu annunciato il trasferimento della franchigia a Charlotte, in Carolina del Nord. La nuova formazione sarebbe rimasta affiliata ai Carolina Hurricanes, assumendo il nome di Charlotte Checkers.

### Affiliazioni
Nel corso della loro storia gli Albany River Rats sono stati affiliati alle seguenti franchigie della National Hockey League:
- New Jersey Devils: (1993-2006)
- Colorado Avalanche: (2006-2007)
- Carolina Hurricanes: (2006-2010)

## Record stagione per stagione
| Stagione          | Division     | Gare | V  | S  | P  | OTL | SOL | Punti | GF  | GS  | Piazzamento | Play-off                                                                                             |
| ----------------- | ------------ | ---- | -- | -- | -- | --- | --- | ----- | --- | --- | ----------- | --- |
| Albany River Rats |              |      |    |    |    |     |     |       |     |     |             | |
| 1993-94           | North        | 80   | 38 | 34 | 8  | -   | -   | 84    | 312 | 315 | 3°          | perde 1º turno (Portland) 1-4                                                                        |
| 1994-95           | North        | 80   | 46 | 17 | 17 | -   | -   | 109   | 293 | 219 | 1°          | vince 1º turno (Adirondack) 4-0 vince semifinali (Providence) 4-2 vince Calder Cup (Fredericton) 4-0 |
| 1995-96           | Central      | 80   | 54 | 19 | 7  | -   | -   | 115   | 322 | 218 | 1°          | perde 1º turno (Cornwall) 1-3                                                                        |
| 1996-97           | Empire State | 80   | 38 | 28 | 9  | 5   | -   | 90    | 269 | 231 | 3°          | vince 1º turno (Adirondack) 3-1 vince 2º turno (Rochester) 4-3 perde semifinali (Hamilton) 1-4       |
| 1997-98           | Empire State | 80   | 43 | 20 | 11 | 6   | -   | 103   | 290 | 223 | 1°          | vince 1º turno (Adirondack) 3-0 vince 2º turno (Hamilton) 4-0 perde semifinali (Philadelphia) 2-4    |
| 1998-99           | Empire State | 80   | 46 | 22 | 6  | 2   | -   | 100   | 275 | 230 | 2°          | perde 1º turno (Hamilton) 2-3                                                                        |
| 1999-2000         | Empire State | 80   | 30 | 40 | 7  | 3   | -   | 70    | 225 | 250 | 4°          | perde 1º turno (Rochester) 2-3                                                                       |
| 2000-01           | Mid-Atlantic | 80   | 30 | 40 | 6  | 4   | -   | 70    | 216 | 262 | 6°          | |
| 2000-02           | East         | 80   | 14 | 42 | 12 | 12  | -   | 52    | 172 | 271 | 4°          | |
| 2002-03           | East         | 80   | 25 | 37 | 11 | 7   | -   | 68    | 197 | 235 | 5°          | |
| 2003-04           | East         | 80   | 21 | 39 | 11 | 9   | -   | 62    | 182 | 257 | 7°          | |
| 2004-05           | East         | 80   | 29 | 38 | -  | 6   | 7   | 71    | 198 | 248 | 7°          | |
| 2005-06           | Atlantic     | 80   | 25 | 48 | -  | 4   | 3   | 57    | 206 | 278 | 7°          | |
| 2006-07           | East         | 80   | 37 | 36 | -  | 4   | 3   | 81    | 246 | 258 | 4°          | perde 1º turno (Hershey) 1-4                                                                         |
| 2007-08           | East         | 80   | 43 | 30 | -  | 3   | 4   | 93    | 213 | 198 | 3°          | perde 1º turno (Philadelphia) 3-4                                                                    |
| 2008-09           | East         | 80   | 33 | 40 | -  | 3   | 4   | 73    | 219 | 258 | 7°          | |
| 2009-10           | East         | 80   | 43 | 29 | -  | 3   | 5   | 94    | 244 | 231 | 2°          | vince 1º turno (Wilkes-Barre) 4-0 perde 2º turno (Hershey) 0-4                                       |

## Record della franchigia

### Singola stagione
Gol: 46  Jeff Williams (1998-99)
Assist: 63  Keith Aucoin (2006-07)
Punti: 99  Keith Aucoin (2006-07)
Minuti di penalità: 348  Matt Ruchty (1994-95)
Media gol subiti: 2.10  Michael Leighton (2007-08)
Parate %: .931  Michael Leighton (2007-08)

### Carriera
Gol: 155  Steve Brûlé
Assist: 214  Steve Brûlé
Punti: 369  Steve Brûlé
Minuti di penalità: 1197  Rob Skrlac
Vittorie: 77  Peter Sidorkiewicz
Shutout: 8  Peter Sidorkiewicz
Partite giocate: 423  Jiří Bicek

## Palmarès

### Premi di squadra
- Calder Cup: 1

1994-1995
- F. G. "Teddy" Oke Trophy: 1

1994-1995
- John D. Chick Trophy: 2

1994-1995, 1997-1998
- Richard F. Canning Trophy: 1

1994-1995

### Premi individuali
- Aldege "Baz" Bastien Memorial Award: 1

Michael Leighton: 2007-2008
- Eddie Shore Award: 1

Ken Sutton: 1998-1999
- Fred T. Hunt Memorial Award: 1

Casey Borer: 2009-2010
- Harry "Hap" Holmes Memorial Award: 1

Mike Dunham e Corey Schwab: 1994-1995
- Jack A. Butterfield Trophy: 1

Corey Schwab e Mike Dunham: 1994-1995
- Louis A. R. Pieri Memorial Award: 2

Robbie Ftorek: 1994-1995, 1995-1996